# Воздух, которым я дышу
«Воздух, которым я дышу» (англ. The Air I Breathe) — дебютный фильм режиссёра Джихо Ли в жанре драма. Премьера фильма в США состоялась 25 января 2008 года

## Сюжет
Концепция фильма основана на древней китайской пословице, которая разбивает жизнь на четыре эмоциональных краеугольных камня — Счастье (Уитакер), Наслаждение (Фрэйзер), Печаль (Геллар) и Любовь (Бэкон). Пословица говорит об этих эмоциях как об элементах, составляющих все человеческое существование. Каждый из четырех главных героев основан на одной из четырех эмоций, и подобно пословице, их пути неразрывно связаны друг с другом, сродни пальцам (Гарсиа) руки.

## В ролях
| Актёр              | Роль          |
| ------------------ | ------------- |
| Кевин Бейкон       | Любовь        |
| Жюли Дельпи        | Джина         |
| Брендан Фрэйзер    | Наслаждение   |
| Энди Гарсиа        | Пальцы        |
| Сара Мишель Геллар | Печаль        |
| Кларк Грегг        | Генри         |
| Эмиль Хирш         | Тони          |
| Форест Уитакер     | Счастье       |
| Келли Ху           | Джиюнг        |
| Эван Парк          | Дэнни         |
| Саша Питерс        | юная Печаль   |
| Кэри Вюрер         | корреспондент |

## Критика
Фильм получил в целом негативные отзывы кинокритиков. На сайте Rotten Tomatoes фильм имеет рейтинг 10 % на основе 40 рецензий со средним баллом 3,8 из 10. На сайте Metacritic фильм имеет оценку 37 из 100 на основе 9 рецензий критиков, что соответствует статусу «в целом неблагоприятные отзывы».